# Múscul depressor del llavi inferior
El múscul depressor del llavi inferior (musculus depressor labii inferioris) o múscul quadrat del mentó, és un múscul de la cara. Es troba a la barbeta, per sota i, per dins, del múscul depressor de l'angle de la boca. És un múscul parell, de forma quadrilàtera, que va des del maxil·lar inferior al llavi inferior.
S'insereix per sota, en el terç intern de la línia obliqua externa del maxil·lar inferior, immediatament per sota del depressor de l'angle de la boca. Al revés del triangular, que es dirigeix cap amunt i a fora, aquest va cap amunt i endins, entrecreuant-se parcialment en la línia mitjana amb el del costat oposat i, finalment, s'insereix per dalt en la pell del llavi inferior.
En el seu origen, el múscul mentonià queda cobert pel depressor de l'angle de la boca; tota la resta del múscul s'estén per sota la pell. Les vores interns dels dos músculs quadrats circumscriuen un espai triangular, en el qual formen una eminència amb el mentonià. La seva vora inferior, en part, es continua amb el cutani del coll.
És innervat pels ramificacions mentonianes de la branca cervicofacial del nervi facial.
El depressor del llavi inferior doblega el llavi inferior cap a fora, i al mateix temps el dirigeix cap avall i enfora; per aquest motiu, alguns anatomistes el designen amb el nom de múscul depressor del llavi inferior.

## Imatges

Animació. Posició del múscul depressor del llavi inferior (en vermell).
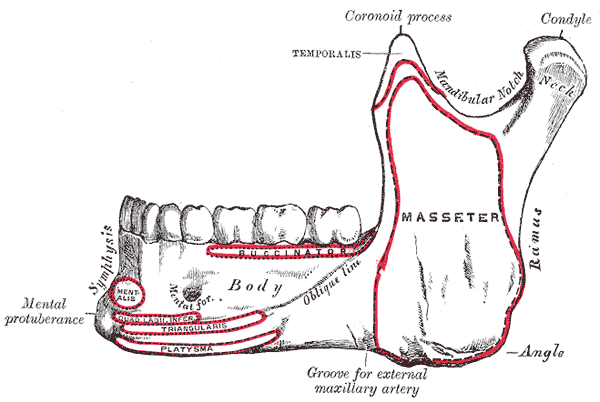
Mandíbula. Vista lateral de la superfície exterior.